# Ekeby landskommun, Östergötland
För andra landskommuner med detta namn, se Ekeby landskommun.
Ekeby landskommun var en tidigare kommun i Östergötlands län. 

## Administrativ historik
Landskommunen inrättades i Ekeby socken i Göstrings härad i Östergötland när 1862 års kommunalförordningar trädde i kraft 1863. År 1880 bröts ett område ut för att ingå i nybildade Blåviks landskommun. 5 augusti 1904 inrättades  Boxholms municipalsamhälle med en del i denna kommun och en del i Åsbo landskommun, där denna del av Åsbö överfördes till Ekeby 1926. 
1947 ombildades Ekeby till Boxholms köping och tillhör sedan 1971 Boxholms kommun.

## Politik

### Mandatfördelning i valen 1938-1942
| 1 | 14 | 3 | 4 | 2 |

| 23 |

| 4 | 14 | 2 | 4 |

| 21 |